# Xã South Park, Quận Allegheny, Pennsylvania
Xã South Park (tiếng Anh: South Park Township) là một xã thuộc quận Allegheny, tiểu bang Pennsylvania, Hoa Kỳ. Năm 2010, dân số của xã này là 13.416 người.